# QUARTA-FEIRA
「QUARTA-FEIRA」（クアルタフェイラ）は、大土井裕二の2枚目のマキシシングル。2022年11月2日発売。発売元はエッグプランレコーズ。

## 概要
還暦を迎えた2022年11月2日の記念ライヴにて発売。
タイトルの「クワルタフェイラ」は、ポルトガル語で「水曜日」という意味。
1曲目の「腕枕」の歌詞の中に出て来るフレーズを本人がとても気に入り、発売日がちょうど水曜日ということもあり、タイトルに決定した。

## 収録曲
- 全作曲：大土井裕二
- 全編曲：Sho1

1. 腕枕
作詞：Sho1
2. 両手広げ
作詞：木村晋宏
3. don’t  go
作詞：内海利勝・大土井裕二